# Florenskiïta
La florenskiïta o florenskyita és un mineral de la classe dels elements natius. Rep el seu nom del geoquímic rus Kiril Florenski (1915-1982).

## Característiques
La florenskiïta és un fosfur de ferro i níquel, de fórmula química FeTiP. Va ser aprovada per l'Associació Mineralògica Internacional l'any 1999. Cristal·litza en el sistema ortoròmbic.
Segons la classificació de Nickel-Strunz, la florenskyita pertany a «01.BD - Fosfurs» juntament amb els següents minerals: schreibersita, niquelfosfur, barringerita, monipita, allabogdanita, andreyivanovita i melliniïta.

## Formació i jaciments
L'únic indret on se n'ha trobat és en un meteorit que va caure el 3 de desembre de 1980 a Kaidun, a la governació d'Hadramaut (Iemen), un meteorit d'una inusualment variada composició, que fa que el seu origen sigui incert, tot i que es creu que possiblement provingui de la lluna marciana Phobos. L'andreyivanovita també va ser descoberta en aquest mateix meteorit.